# 卡爾·麥肯林錫
卡爾·麥肯林錫（英語：Cal MacAninch，1963年11月24日—）是英國蘇格蘭的一位演員。他最著名的作品是在BBC影集HolbyBlue中飾演 DI John Keena角色。他也出演獨立電視台的電視劇。

## 外部連結
- 卡爾·麥肯林錫在互联网电影资料库（IMDb）上的資料（英文）